# Brisbane International 2016
27°31′30″ пд. ш. 153°0′26″ сх. д. / 27.52500° пд. ш. 153.00722° сх. д.
Brisbane International 2016 - чоловічий і жіночий тенісний турнір, що проходив на відкритих кортах з твердим покриттям Queensland Tennis Centre у Брисбені (Австралія). Належав до Туру ATP 2016 і Тур WTA 2016. It was. Турнір відбувся увосьме і тривав з 3 до 10 січня 2016 року.

## Призові очки і гроші

### Розподіл очок
| Дисципліна                 | П   | Ф   | ПФ  | ЧФ  | 1/8 | 1/16 | Q   | Q3  | Q2  | Q1  |
| Одиночний розряд, чоловіки | 250 | 150 | 90  | 45  | 20  | 0    | 12  | 6   | 0   | 0   |
| Парний розряд, чоловіки    | 250 | 150 | 90  | 45  | 0   | Н/Д  | Н/Д | Н/Д | Н/Д | Н/Д |
| Одиночний розряд, жінки    | 470 | 305 | 185 | 100 | 55  | 1    | 25  | 18  | 13  | 1   |
| Парний розряд, жінки       | 470 | 305 | 185 | 100 | 1   | Н/Д  | Н/Д | Н/Д | Н/Д | Н/Д |

### Розподіл призових грошей
| Дисципліна                 | П        | Ф        | ПФ      | ЧФ      | 1/8     | 1/161  | Q3     | Q2     | Q1     |
| Одиночний розряд, чоловіки | $72,000  | $37,900  | $20,545 | $11,705 | $6,900  | $4,085 | $1,840 | $920   | Н/Д    |
| Парний розряд, чоловіки *  | $21,850  | $11,500  | $6,230  | $3,570  | $2,090  | Н/Д    | Н/Д    | Н/Д    | Н/Д    |
| Одиночний розряд, жінки    | $193,210 | $103,850 | $55,306 | $22,483 | $12,077 | $6,587 | $3,435 | $1,830 | $1,025 |
| Парний розряд, жінки *     | $45,990  | $24,518  | $13,419 | $6,830  | $3,702  | Н/Д    | Н/Д    | Н/Д    | Н/Д    |

1Кваліфаєри отримують і призові гроші 1/16 фіналу.

*на пару

## Учасники чоловічих змагань

### Сіяні
| Країна    | Гравець        | Рейтинг1 | Посіяний |
| --------- | -------------- | -------- | -------- |
| Швейцарія | Роджер Федерер | 3        | 1        |
| Японія    | Кей Нісікорі   | 8        | 2        |
| Хорватія  | Марин Чилич    | 13       | 3        |
| Канада    | Мілош Раоніч   | 14       | 4        |
| Франція   | Жиль Сімон     | 15       | 5        |
| Бельгія   | Давід Ґоффен   | 16       | 6        |
| Австралія | Бернард Томіч  | 18       | 7        |
| Австрія   | Домінік Тім    | 20       | 8        |

- 1 Рейтинг подано станом на 28 грудня 2015.

### Інші учасники
Нижче наведено учасників, які отримали вайлдкард на участь в основній сітці:
- Ben Mitchell [2]
- Джеймс Дакворт [3]
- Джон-Патрік Сміт

Учасники, що потрапили в основну сітку завдяки захищеному рейтингу:
- Радек Штепанек

Нижче наведено гравців, які пробились в основну сітку через стадію кваліфікації:
- Oliver Anderson
- Іван Додіг
- Тобіас Камке
- Йосіхіто Нісіока

### Відмовились від участі
До початку турніру
- Єжи Янович → його замінив  Душан Лайович
- Сем Кверрі → його замінив  Люка Пуй

## Учасники основної сітки в парному розряді

### Сіяні
| Країна          | Гравець        | Країна    | Гравець            | Рейтинг1 | Сіяний |
| --------------- | -------------- | --------- | ------------------ | -------- | ------ |
| Франція         | П'єр-Юг Ербер  | Франція   | Ніколя Маю         | 26       | 1      |
| Фінляндія       | Генрі Контінен | Австралія | Джон Пірс          | 39       | 2      |
| Польща          | Лукаш Кубот    | Польща    | Марцін Матковський | 45       | 3      |
| Велика Британія | Домінік Інглот | Швеція    | Роберт Ліндстедт   | 49       | 4      |

- 1 Рейтинг подано станом на 28 грудня 2015.

### Інші учасники
Нижче наведено пари, які отримали вайлдкард на участь в основній сітці:
- Джеймс Дакворт /  Кріс Гуччоне
- Метт Рейд /  Джон-Патрік Сміт

### Знялись з турніру
Під час турніру
- Григор Димитров (shoulder soreness)

## Учасниці

### Сіяні
| Країна    | Гравчиня             | Рейтинг1 | Посіяний |
| --------- | -------------------- | -------- | -------- |
| Румунія   | Сімона Халеп         | 2        | 1        |
| Іспанія   | Гарбінє Мугуруса     | 3        | 2        |
| Росія     | Марія Шарапова       | 4        | 3        |
| Німеччина | Анджелік Кербер      | 10       | 4        |
| Швейцарія | Тімеа Бачинскі       | 12       | 5        |
| Іспанія   | Карла Суарес Наварро | 13       | 6        |
| Швейцарія | Белінда Бенчич       | 14       | 7        |
| Італія    | Роберта Вінчі        | 15       | 8        |

- 1 Рейтинг подано станом на 28 грудня 2015.

### Інші учасниці
Нижче наведено учасниць, які отримали вайлдкард на участь в основній сітці:
- Прісцілла Хон[5]
- Айла Томлянович

Нижче наведено гравчинь, які пробились в основну сітку через стадію кваліфікації:
- Катерина Бондаренко
- Яна Чепелова
- Саманта Кроуфорд
- Олена Весніна

Такі тенісистки потрапили в основну сітку як Щасливі лузери:
- Їсалін Бонавентюре
- Маргарита Гаспарян

### Знялись з турніру
До початку турніру
- Сімона Халеп (травма лівої ноги) → її замінила  Їсалін Бонавентюре
- Марія Шарапова (травма лівого передпліччя) → її замінила  Маргарита Гаспарян

### Завершили кар'єру
- Гарбінє Мугуруса (травма лівої ступні)

## Учасниці в парному розряді

### Сіяні
| Країна            | Гравчиня               | Країна            | Гравчиня        | Рейтинг1 | Сіяна |
| ----------------- | ---------------------- | ----------------- | --------------- | -------- | ----- |
| Швейцарія         | Мартіна Хінгіс         | Індія             | Саня Мірза      | 3        | 1     |
| Китайський Тайбей | Чжань Хаоцін           | Китайський Тайбей | Чжань Юнжань    | 19       | 2     |
| Росія             | Анастасія Павлюченкова | Росія             | Олена Весніна   | 35       | 3     |
| Словенія          | Андрея Клепач          | Росія             | Алла Кудрявцева | 54       | 4     |

- 1 Рейтинг подано станом на 28 грудня 2015.

### Інші учасниці
Нижче наведено пари, які отримали вайлдкард на участь в основній сітці:
- Прісцілла Хон /  Айла Томлянович
- Анджелік Кербер /  Андреа Петкович

Наведені нижче пари отримали місце як заміна:
- Шахар Пеєр /  Марія Санчес

### Знялись з турніру
До початку турніру
- Айла Томлянович (травма живота)

## Переможці

### Одиночний розряд, чоловіки
- Мілош Раоніч —  Роджер Федерер, 6–4, 6–4

### Одиночний розряд, жінки
- Вікторія Азаренко —  Анджелік Кербер 6–3, 6–1

### Парний розряд, чоловіки
- Генрі Контінен /  Джон Пірс —  Джеймс Дакворт /  Кріс Гуччоне, 7–6(7–4), 6–1

### Парний розряд, жінки
- Мартіна Хінгіс /  Саня Мірза —  Анджелік Кербер /  Андреа Петкович, 7–5, 6–1

## Трансляції
Обрані матчі транслював телеканал 7Two. Кожен можна було подивитись наживо за допомогою безплатного мобільного застосунку 7Tennis.